# 三司官
三司官（さんしかん、沖縄語：さんしーくゎん）は、琉球王国の宰相職のことである。漢訳で法司と言い、「世あすたべ」とも言った。
三司官は首里王府の実質的な行政の最高責任者である。三司官の上には摂政(シッシー)が存在するが、辣腕をふるった羽地朝秀などを例外とすれば、通常は形式的な儀礼職であり、行政の実務は三司官が取り仕切った。三司官は三人制で投票により親方（ウェーカタ）の中から選ばれた。選挙権を持つ者は王族、上級士族ら200余名であった。王族には選挙権はあるが、被選挙権は無かった。 三司官の職掌は、用地方、給地方、所帯方に分かれ、3人がそれぞれを分担した。三司官の品位は正一品から従二品で、士族(サムレー)が昇進できる最高の位階であった。 
代表的な三司官には謝名親方利山（鄭迵）、池城親方安頼（毛鳳儀）、具志頭親方文若（蔡温）、宜湾親方朝保（向有恒）などがいる。